# Wiliberg
Wiliberg es una comuna suiza del cantón de Argovia, ubicada en el distrito de Zofingen. Limita al norte con la comuna de Bottenwil, al noreste con Staffelbach, al este con Attelwil, al sureste con Reitnau, al suroeste con Reiden (LU), y al oeste con Wikon (LU).